# Бановце-над-Бебравоу (район)
Район Бановце-над-Бебравоу (словац. Okres Bánovce nad Bebravou) — район Тренчинского края Словакии.

## Население
| Год:        | 1994   | 2004    | 2014    | 2024    |
| ----------- | ------ | ------- | ------- | ------- |
| Broj ljudi: | 38 695 | 38 385  | 36 833  | 34 910  |
| Разница:    |        | −0,80 % | −4,04 % | −5,22 % |

| Год:                | 2023   | 2024    |
| ------------------- | ------ | ------- |
| Количество человек: | 35 186 | 34 910  |
| Разница:            |        | −0,78 % |

### Статистические данные (2001)
Национальный состав:
- Словаки — 98,0 %
- Цыгане — 0,8 %
- Чехи — 0,6 %

Конфессиональный состав:
- Католики — 71,9 %
- Лютеране — 14,5 %